# Jeleni Żleb (Tatry Bielskie)

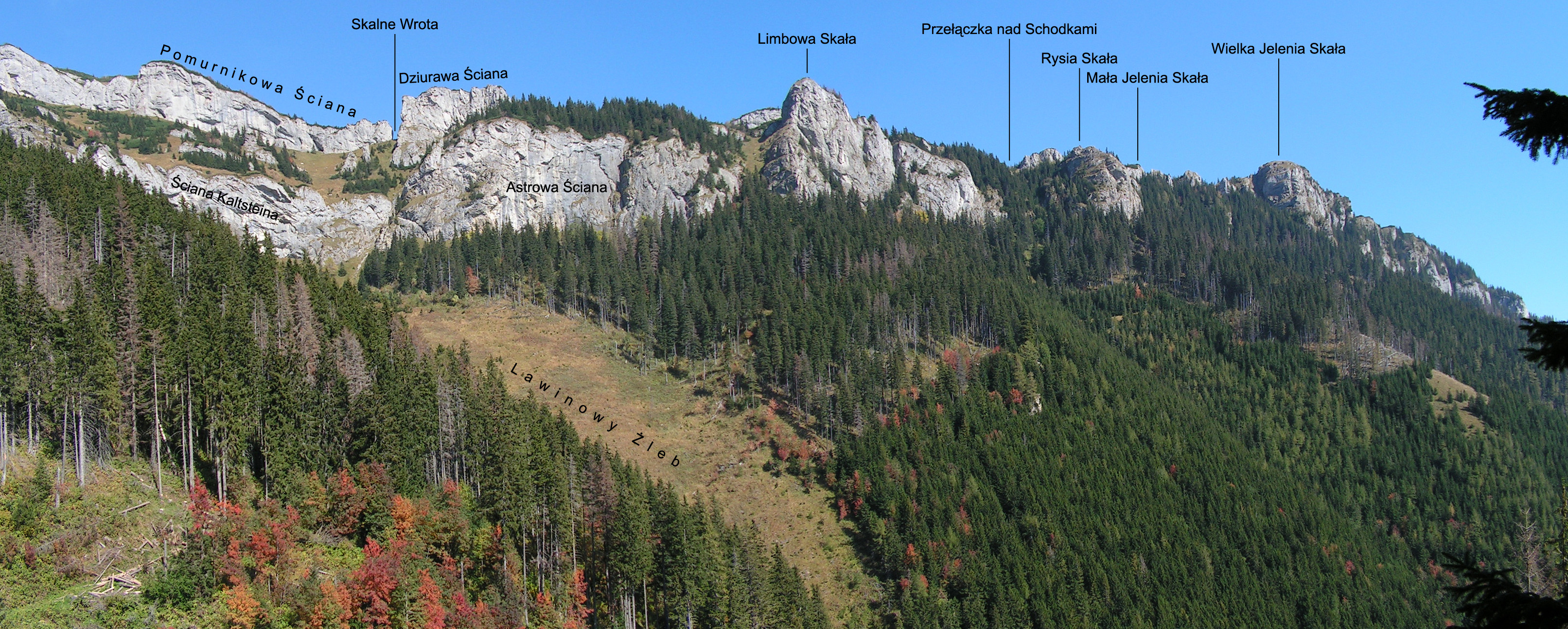
Jeleni Żleb widoczny na prawo od Lawinowego Żlebu

Jeleni Żleb – żleb w Dolinie Czarnej Rakuskiej w Tatrach Bielskich na Słowacji. Opada z Koziego Grzbietu na południe.  Jest to wąski i płytko wcięty żleb, na początkowym etapie powstawania.  Górą podchodzi pod Przełączkę nad Schodkami. W dolnej części w jego korycie znajduje się urwisty próg, zaraz powyżej nieznakowanej ścieżki. Zleb znajduje się na zamkniętym dla turystów obszarze ochrony ścisłej Tatrzańskiego Parku Narodowego.